# Jeanne Theoharis
Jeanne Theoharis és una politòloga estatunidenca i professora de Ciència Política a la Universitat de Brooklyn.
Filla d'Athan Theoharis, es va graduar a Harvard i a la Universitat de Michigan. El seu llibre La Vida Rebel de Rosa Parcs va guanyar el 2014 el Premi NAACP Image Award i el Premi Letitia Woods Brown de 2013 de l'Associació d'Historiadores Negres. El 2018 l'obra fou traduïda al català per Carla Benet Duran i publicada per Sembla Llibres.

## Publicacions
Assaig
- Rosa Parks' Biography: A Resource for Teaching Rosa Parks
- Theoharis, Jeanne, 2016. "MLK Would never shut down a freeway and 6 other myths about the civil rights movement and Black Lives Matter", The Root, July 15.
- Theoharis, Jeanne, Burgin, Say, 2015. "Rosa Parks wasn't Meek, Passive or Naive--and 7 Other Things You Probably Didn't Learn in School,"The Nation, December 1.
- Marchevsky, Alejandra, and Jeanne Theoharis, 2006. Not working: Latina immigrants, low-wage jobs, and the failure of welfare reform. NYU Press.
- Marchevsky, Alejandra, Theoharis, Jeanne, 2016. "Why It Matters That Hillary Clinton Championed Welfare Reform,"  The Nation, March 1.
- The Rebellious Life of Mrs. Rosa Parks.  Beacon Press, 29 gener 2013. ISBN 978-0-8070-5048-4.[5]

- Noel S. Anderson; Jeanne Theoharis; Gaston Alonso; Celina Su Our Schools Suck: Students Talk Back to a Segregated Nation on the Failures of Urban Education.  NYU Press, 1 maig 2009, p. 69–. ISBN 978-0-8147-8320-7.
- Theoharis, J. A More Beautiful and Terrible History: The Uses and Misuses of Civil Rights History.  Beacon Press, 2018. ISBN 978-0-8070-7587-6.

Editora
- Groundwork: Local Black Freedom Movements in America.  NYU Press, 1 gener 2005. ISBN 978-0-8147-8285-9.
- Want to Start a Revolution?: Radical Women in the Black Freedom Struggle.  NYU Press, 1 novembre 2009. ISBN 978-0-8147-3230-4.
- Jeanne F. Theoharis, Komozi Woodard, eds. Freedom North: Black Freedom Struggles Outside the South, 1940-1980, Palgrave Macmillan, 2003, ISBN 9780312294687